# 林佳新
林佳新（1983年3月20日—），是一名台灣農夫，曾在2020年立法委員選舉代表中國國民黨參選台中市第一選區立法委員，敗給時任立法院副院長蔡其昌。

## 生平
2019年9月，林佳新將戶口遷到台中市以參選台中市第一選區立法委員，最終以近六萬票的大幅差距敗給民主進步黨尋求連任的蔡其昌。
| 1        | 蔡其昌   | 民主進步黨    | 106,376票 | 66.6884%                      | 當選                          |
| 2        | 林佳新   | 中國國民黨    | 47,050票  | 29.4962%                      |                               |
| 3        | 黃朝淵   | 親民黨        | 6,086票   | 3.8154%                       |                               |
| 選舉日期 | 選舉日期 | 2020年1月11日 | 選舉人數  | 218,024人                     | 218,024人                     |
| 投票率   | 投票率   | 74.83%        | 投票人數  | 有效：159,512人 無效：3,632人 | 有效：159,512人 無效：3,632人 |

## 爭議事件
曾餵幼犬喝啤酒而被鯨魚網站專欄作者余止批評。

## 外部連結
- 林佳新臉書
- 鬥陣來打拼主持人：林佳新 來賓：高雄市農業局長 吳芳銘